# 충주 탑평리 칠층석탑
충주 탑평리 칠층석탑(忠州 塔坪里 七層石塔)은 남북국 시대 신라의 석탑으로 원성왕 12년에 건립되었으며, 현대에 이르러서는 국보 제6호로서 지정되어 있다. 현재의 충청북도 충주시 중앙탑면에 위치한 남한강 상류 강가의 높은 토단 위에 건립되었다. 현전하는 남북국 시대의 석탑 가운데 가장 크고 높은 탑으로, 이중기단 위에 7층의 탑신(塔身)을 올렸다. 규모가 커서 기단과 하층부는 여러 장의 판석으로 짜여 있으나 체감률(각 층의 옥개석이 상부로 갈수록 작아지는 비율)이 좋고 옥개석 귀마루 부분이 살짝 치켜 올라가서 경쾌한 느낌을 준다.
한반도의 정중앙에 가까운 곳에 위치한다고 하여 일명 '중앙탑'이라 부르며, 이 별명으로 인하여 2014년 1월 1일부터 본래의 충주시 가금면이 중앙탑면으로 개칭되는 계기를 맞이했다.

## 개요
남한강의 아름다운 경관과 잘 어우러져 있는 통일신라시대의 석탑으로, 당시에 세워진 석탑 중 가장 규모가 크며, 우리나라의 중앙부에 위치한다고 해서 중앙탑(中央塔)이라고도 부르는 이 탑은 2단의 기단(基壇) 위에 7층의 탑신(塔身)을 올린 모습이다.
높은 탑신을 받치기 위해 넓게 시작되는 기단은 각 면마다 여러 개의 기둥 모양을 새겨 놓았고, 탑신부의 각 층 몸돌 역시 모서리마다 기둥 모양의 조각을 두었다. 몸돌을 덮고 있는 지붕돌은 네 귀퉁이 끝이 경쾌하게 치켜올려 있어 자칫 무겁게 보일 수 있는 탑에 활기를 주고 있으며, 밑면에는 5단씩의 받침을 새겨 놓았다. 탑 정상의 머리장식은 보통 하나의 받침돌 위에 머리장식이 얹어지는 신라 석탑의 전형적인 양식에서 벗어나, 이중으로 포개어진 똑같은 모양의 받침돌이 머리장식을 받쳐주고 있다.
기단에서의 기둥조각 배치, 탑신의 몸돌과 지붕돌의 짜임수법으로 보아 통일신라 후기인 8세기 후반에 세웠을 것으로 추측된다. 1917년 탑을 보수할 때 6층 몸돌과 기단 밑에서 사리장치와 유물이 발견되었는데, 특히 6층 몸돌에서 발견된 거울이 고려시대의 것으로 밝혀져 탑 조성 이후 고려시대에 와서 2차 봉안이 있었던 것으로 보인다.
전체적으로 규모가 커서 웅장하기는 하나 너비에 비해 지나치게 높은 듯 하여 안정감은 덜하며, 세부수법이 약화되고 있어, 일제당시 보수하면서 일부 변형되었다는 논란이 있다.

## 사진

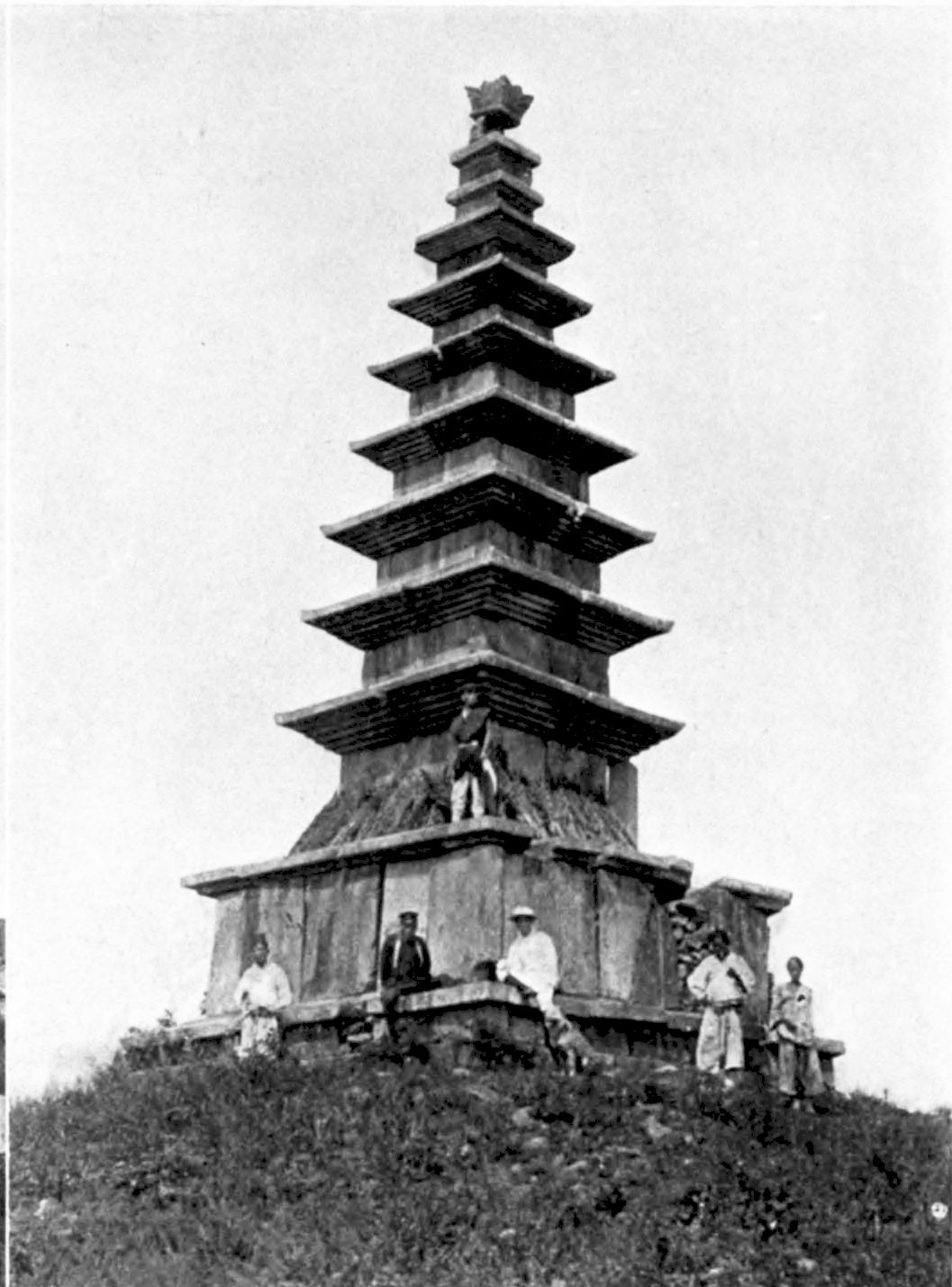
1900년경의 칠층석탑
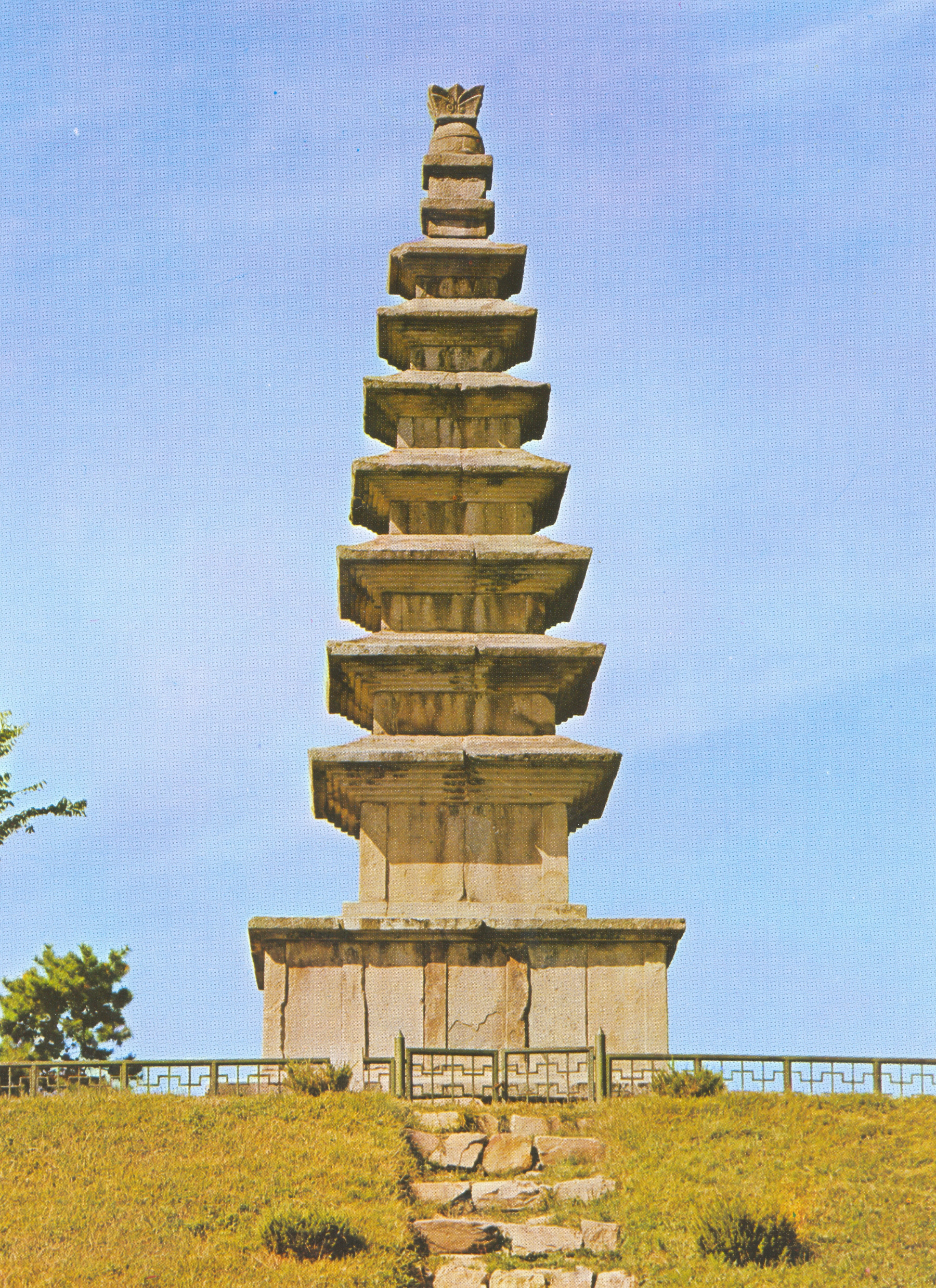
충주 탑평리 칠층석탑 개요
충주 탑평리 칠층석탑 구조 설명
충주 탑평리 칠층석탑1
충주 탑평리 칠층석탑2

## 참고 자료
- 충주 탑평리 칠층석탑 - 국가유산청 국가유산포털